# Коняри
Коняри (на македонска литературна норма: Коњари; на албански: Konjari) е село в Северна Македония, община Дебър.

## География
Селото е разположено в областта Горни Дебър в Дебърското поле.

## История
Името е от „гледачи на коне“ и е изключително популярно.
В Слепченския поменик от втората половина на XVI век селото е споменато като Коняри, а в Бигорския поменик като Конари.
На Етнографската карта на Битолския вилает на Картографския институт в София от 1901 година Коняре е чисто албанско село в Дебърската каза на Дебърския санджак с 20 къщи.
Към 1913 година Коняри е турско село.
В 1915 година, по време на Първата световна война, селото е анексирано от Царство България. Към 1 март 1916 година Коняре е част от Дебърската градска община на българската Дебърска околия.
Според преброяването от 2002 година селото е без жители.
| Националност | Всичко |
| македонци    | 0      |
| албанци      | 0      |
| турци        | 0      |
| роми         | 0      |
| власи        | 0      |
| сърби        | 0      |
| бошняци      | 0      |
| други        | 0      |